# Успеновка (Рязанская область)
Успе́новка — деревня в Шацком районе Рязанской области в составе Ольховского сельского поселения.

## Географическое положение
Деревня Успеновка расположена на Окско-Донской равнине на реке Гусеница (правый приток Шачи) в 10 км к северо-западу от города Шацка. Расстояние от деревни до районного центра Шацк по автодороге — 15 км.
К югу и юго-востоку от деревни расположены лесные массивы (Лес Новая Казачья Дача и Лес Успеновская Роща). Ближайшие населённые пункты — село Шевырляй и деревни Лубяное, Новая и Марьино.

## Население
| 1989 | 2010 | 2012 |
| ---- | ---- | ---- |
| 53   | ↘10  | ↗13  |

## Происхождение названия
Название деревень Успенская, Успенка, Успеновка, Успенское, Успенье встречаются во многих областях. И, как правило, все они получали свои названия по существовавшим некогда в них, или поблизости от них Успенским церквям.
Вплоть до начала XX в. деревня Успеновка носила двойное название — Успеновка, Гусынцы тож.

## История
Точная дата основания деревни не известна.
К 1911 году, по данным А. Е. Андриевского, деревня Успеновка, Гусынцы тож, относилась к приходу Успенской церкви села Большой Пролом и в ней насчитывалось 79 крестьянских дворов, в которых проживало 241 душа мужского и 266 женского пола. В деревне имелась одноклассная смешанная земская школа.
До 2017 года была в составе Тарадеевского сельского поселения.

## Транспорт
Основные грузо- и пассажироперевозки осуществляются автомобильным транспортом. Деревня находится в 4 км к северу от федеральной автомобильной дороги М5 «Урал» М5: Москва — Рязань — Пенза — Самара — Уфа — Челябинск, на которую имеется выезд.